# Zoltán Latinovits
Zoltán Latinovits (Budapest, 9 de setembre de 1931 – Balatonszemes, 4 de juny de 1976) va ser un actor hongarès.

## Primers anys
La seva mare es va divorciar del seu pare Oszkár Latinovits el 1941 i es va casar amb István Frenreisz, un metge, amb qui va tenir dos fills més (István, que es va convertir en actor amb el nom d'István Bujtor i el músic Károly). Va començar la seva carrera escolar el 1937, quan es va matricular a l'Escola primària del carrer Damjanich a Budapest, i es va graduar amb excel·lents resultats el 1949 a la Gimnázium Szent Imre. Va fer de fuster i va treballar per a una empresa de construcció de ponts. Va ser jugador de bàsquet substitut de l'Haladás SE des de 1951, i també va ser un bon mariner. Des de 1952, va estudiar a la Universitat Tècnica de Budapest i es va implicar en un grup de drama. Es va llicenciar en enginyeria civil el 1956.

## Carrera d'actor
Va iniciar la seva carrera professional com a actor després de diverses interpretacions en produccions estudiantils i aficionades.
- 1956-1959. Debrecen, Teatre Csokonai.
- 1959-1961. Miskolc, Teatre Nacional.
- 1961-1962. Debrecen, Teatre Csokonai.
- 1962-1966. Vígszínház (Teatre de la comèdia). Un dels seus papers més exitosos que va exercir va ser Romeo i Julieta de Shakespeare el 1963, jugant amb Éva Ruttkai, la seva posterior esposa.
- 1966-1968. Teatre de Tàlia
- 1969-1971. Vígszinház.
- 1971-1976. Veszprém, Teatre Petőfi, on va poder realitzar el seu somni de molt temps de poder dirigir.

Un dels millors intèrprets de la poesia d'Attila József, Gyula Illyés i Endre Ady.

## Carrera de cinema
Va aparèixer en nombroses pel·lícules des de finals dels anys 1950 fins a començaments dels anys 70. Una de les més famosos és Szindbád (1971), basada en les narracions de Gyula Krúdy i dirigit per Zoltán Huszárik. Pel seu paper a Utazás a koponyám körül va rebre el Premi Sant Sebastià d'interpretació masculina al Festival Internacional de Cinema de Sant Sebastià 1970.

## La seva mort
Latinovits va ser atropellat per un tren a l'estació de Balatonszemes, al costat del llac Balaton, el 1976. Tot i que les declaracions oficials parlaven de suïcidi, mai va quedar clar si havia saltat deliberadament davant del tren o si la seva mort va ser un accident. La seva mort es va convertir immediatament en una llegenda romàntica, també per la similituds amb el suïcidi del poeta Attila József, dels poemes del qual Latinovits havia estat un dels principals intèrprets.

## Filmografia
- 1959: Gyalog a mennyországba : Imre
- 1962: Az aranyember : Kristyán Tódor
- 1963: Kertes házak utcája : János
- 1963: Oldás és kötés : dr Járom Ambrus
- 1963: Fotó Háber : Csiky Gábor
- 1964: Pacsirta : Miklós
- 1964: Karambol : Weber István
- 1964: The Golden Head
- 1965: Iszony : Takaró Imre, petit frère de Sanyi
- 1966: Szegénylegények : Veszelka Imre
- 1966: Fény a redőny mögött : Tóth
- 1966: Az orvos halála : le narrateur
- 1966: Minden kezdet nehéz
- 1966: Sok hűség semmiért : Szentirmai Vince, escultor
- 1966: És akkor a pasas... : el cap
- 1966: Hideg napok : el comandant Büky
- 1966: Aranysárkány : Fóris, professor
- 1966: Kárpáthy Zoltán : Szentirmay Rudolf
- 1966: Egy magyar nábob : Szentirmay Rudolf
- 1967: Sellő a pecsétgyűrűn I : Borsy Kálmán
- 1967: Sellő a pecsétgyűrűn II : Borsy Kálmán
- 1967: Egy szerelem három éjszakája : Menyhért
- 1968: Falak : Ambrus László
- 1968: Kártyavár : Dr. Bán
- 1968: Fiúk a térről : Somos doktor
- 1968: Csend és kiáltás : Kémeri
- 1968: Keresztelő : Gócza Menyhért
- 1968: Tanulmány a nőkről : Balogh Sándor
- 1968: Egri csillagok : Varsányi Imre
- 1969: Hazai pálya : Köves Béla, capità d'equip
- 1969: Az örökös : Geréb Róbert
- 1969: Alfa Romeó és Júlia : Vili
- 1969: Az alvilág professzora : Tinent-coronel Gálffy
- 1969: Isten hozta, őrnagy úr!: el comandant
- 1970: Utazás a koponyám körül: Frigyes Karinthy, l'escriptor
- 1970: Szemtől szembe : Alméry Ottó
- 1970: A nagy kék jelzés : Abay, poeta
- 1970: Szerelmi álmok - Liszt : Príncep (veu)
- 1971: Szindbád : Szindbád
- 1971: Die Csárdásfürstin : Miska
- 1972: A legszebb férfikor : Tamás Alker
- 1972: Harminckét nevem volt : Comandant de gendarmeria Juhos
- 1972: Volt egyszer egy család : Géza
- 1973: A magyar ugaron : Zihaly Kálmán, professor
- 1974: A Pendragon legenda : Dr. Bátky János
- 1975: Amerikai anzix : Fiala János (voix)
- 1975: 141 perc a befejezetlen mondatból : Profesdor Wavra
- 1975: Az öreg : El vell
- 1975: A dunai hajós : Sr. Boris
- 1976: Ballagó idő : Oficial d'hússars
- 1977: Ki látott engem? (veu)